# Lasioideae
Lasioideae, potporodica kozlačevki, dio reda Alismatales. Sastoji se od 10 rodova, od kojih je tipični lasija (Lasia), dvije vrste polugrmova iz tropske Azije i južne Kine.

## Rodovi
1. Urospatha Schott (13 spp.)
2. Dracontium L. (28 spp.)
3. Dracontioides Engl. (2 spp.)
4. Anaphyllopsis A. Hay (3 spp.)
5. Podolasia N. E. Br. (1 sp.)
6. Lasia Lour. (2 spp.)
7. Cyrtosperma Griff. (13 spp.)
8. Pycnospatha Thorel ex Gagnep. (2 spp.)
9. Lasimorpha Schott (1 sp.)
10. Anaphyllum Schott (2 spp.)